# Amphisbaena polystegum
Amphisbaena polystegum là một loài bò sát trong họ Amphisbaenidae. Loài này được Duméril mô tả khoa học đầu tiên năm 1851.